# Jetsada Jitsawad
Jetsada Jitsawad (taj. เจษฎา จิตสวัสดิ์, ur. 25 września 1980 w Bangkoku) – piłkarz tajski grający na pozycji środkowego obrońcy.

## Kariera klubowa
Karierę piłkarską Jitsawad rozpoczął w klubie Thailand Tobacco Monopoly z miasta Phichit. W 2001 roku zadebiutował w jego barwach w tajskiej Premier League. W 2005 roku wywalczył z nim mistrzostwo Tajlandii, swoje pierwsze w karierze. W Tobacco Monopoly grał do końca 2008 roku, a na początku 2009 roku podpisał kontrakt z klubem Muangthong United. W tamtym roku wywalczył z Muangthong United mistrzostwo kraju. W 2011 roku przeszedł do BEC Tero Sasana. Następnie grał w Chiangrai United, TTM Customs i Pattayi United.

## Kariera reprezentacyjna
W reprezentacji Tajlandii Jitsawad zadebiutował w 2002 roku. W 2004 roku wystąpił w jednym meczu Pucharu Azji 2004, z Omanem (0:2). W 2007 roku został powołany do kadry na Puchar Azji 2007. Tam rozegrał 2 spotkania: z Irakiem (1:1) i z Australią (0:4).